# Вишківці (Словаччина)
Ви́шківці (русин. Вышківцї, словац. Vyškovce) — село, громада в окрузі Стропков, Пряшівський край, Словаччина. Розташоване в північно-східній частині країни.
Уперше згадується 1414 року.
У селі є греко-католицька церква святого Архангела Михайла з 1901 року в стилі неокласицизму.

## Населення
| Рік:            | 1993 | 2003    | 2013    | 2023     |
| --------------- | ---- | ------- | ------- | -------- |
| Кількість осіб: | 145  | 147     | 136     | 120      |
| Різниця:        |      | +1,37 % | -7,48 % | -11,76 % |

| Рік:            | 2022 | 2023     |
| --------------- | ---- | -------- |
| Кількість осіб: | 135  | 120      |
| Різниця:        |      | -11,11 % |

В селі проживає 138 осіб.
Національний склад населення (за даними останнього перепису населення — 2001 року):
- словаки — 85,23 %
- русини — 12,75 %
- чехи — 1,34 %
- українці — 0,67 %

Склад населення за приналежністю до релігії станом на 2001 рік:
- греко-католики — 83,89 %,
- православні — 12,08 %,
- римо-католики — 3,36 %,
- не вважають себе віруючими або не належать до жодної вищезгаданої церкви: 0,67 %